# Ornithogalum paludosum
Ornithogalum paludosum är en sparrisväxtart som beskrevs av John Gilbert Baker. Ornithogalum paludosum ingår i släktet stjärnlökar, och familjen sparrisväxter. Inga underarter finns listade i Catalogue of Life.